# 文教大学付属小学校

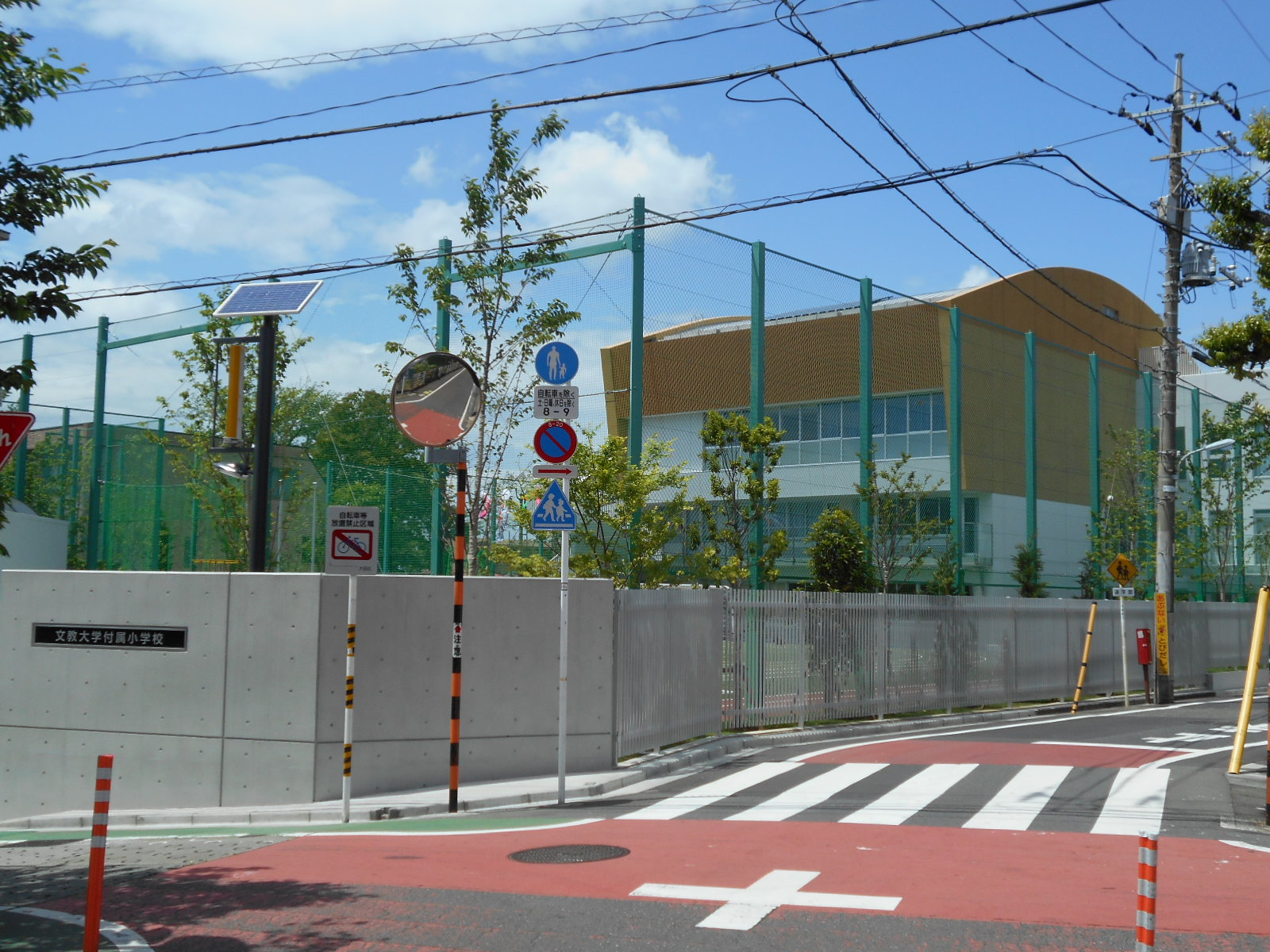
文教大学付属小学校

文教大学付属小学校（ぶんきょうだいがくふぞくしょうがっこう）は、東京都大田区東雪谷2-3-13に立地する私立小学校。

## 校風
1951年開校。日蓮の教えに基づき、人間愛が教育方針。文教大学の授業に宗教色はないが、付属小学校では、朝夕・昼食時に日蓮の教示を唱和させている。また花まつり、みたままつりなど仏教行事を行う。他の私立中学校を受験する児童も多い。1学年2クラスが導入された為、1クラス25名くらいと、今現在は全学年が2クラスになっている。

## 学校名
学校名は当初立正学園小学校、その後大学に教育学部が設置されたことにより立正女子大学教育学部付属石川台小学校に、男女共学制への変更に伴い文教大学付属立正小学校、同付属小学校だった溝の口校統合に伴い今の文教大学付属小学校になる。

## 教育実習生
附属小学校であることから、文教大学教育学部の教育実習生を数多く受け入れている。移動教室は、文教大学の学生に補助を依頼している。
なお、2007年度の教育実習生は文教大学の八ヶ岳寮で行われた移動教室に参加している。

## その他
以前は現在の石川台校の他に溝の口校が存在していた。
また毎年、多摩川サケの会のシロザケ一斉放流に参加している。

## 出身者
- 岩崎夏子 - 女流棋士[1]